# Barijev oksid
Barijev oksid je bela higroskopska spojina, ki nastane z zgorevanjem barija v reakciji s kisikom, načeloma pa se najpogosteje pojavi ob razpadu drugih soli barija.
2Ba + O2 → 2BaO
BaCO3 → BaO + CO2
V reakciji z vodo, barijev oksid tvori barijev hidroksid.
BaO + H2O → Ba(OH)2
Zelo hitro oksidira do BaO1+x z nastankom iona peroksida. Popolna peroksidacija BaO v BaO2 se pojavi pri zmernih temperaturah, pri visokih temperaturah pa se poveča entropija molekule O2, zato BaO2 razpade na O2 in BaO pri 1175 K.

## Uporaba
Barijev oksid se uporablja kot premaz za vroče katode (npr. v katodnih ceveh). Nadomešča tudi svinčev (II) oksid pri proizvodnji nekaterih vrst stekla (npr. optična stekla). Barijev oksid se uporablja tudi kot katalizator pri reakciji etilen oksida in alkoholov, ki poteka med 150 in 200 °C.

## Sestava
Barijev oksid nastane s segrevanjem barijevega karbonata s koksom, sajami ali katranom. Prav tako lahko nastane na podlagi termičnega razkroja barijevega nitrata.

## Varnostna vprašanja
Barijev oksid je dražljiv. V primeru, da pridemo v kontakt z barijevim oksidom, preko kože, oči ali vdihovanja, povzroči bolečino in rdečino. Nevaren je tudi v primeru zaužitja, saj lahko povzroči slabost, drisko, mišično paralizo, srčno aritmijo ter v skrajnih primerih smrt. Zato je treba v primeru zaužitja takoj poiskati zdravniško pomoč.
Barijevega oksida ni dovoljeno odlagati v okolje, saj je škodljiv za vodne organizme.